# YogaWorks
Yogaworks（ヨガワークス）は 、アメリカでヨガインストラクター育成プログラムの1つを運営する法人であり、2016年には300万人の学生が訪れている。同社は、66社の所有スタジオとインターネットベースのデジタルメディアサービスMyYogaWorks.comを運営している。Yogawoksは、ロサンゼルスのオレンジカウンティー（カリフォルニア州)、ニューヨーク市をはじめ、アメリカ各地（カリフォルニア州北部、ボストン、ボルチモア-ワシントンd.c.で、アトランタ、ヒューストン）に拡大している。Yogaworksの講師たちは18万以上のクラスを教え、2016年には、225,000人以上の学生を抱えていた。1990年以降、Yogaworksは11,000人以上の卒業生を抱えるヨガインストラクター育成プログラムを提供している。

## 歴史
Yogaworksは、2人のヨガインストラクター、Maty EzratyとChuck Millerによって設立。 Rosanna McColloughは、スタジオ運用、マーケティング、教員養成、MyYogaWorks.com、人材、ITを最初に管理していた社長兼最高運営責任者として、2015年2月にYogaWorksに参画。 カリフォルニア州とニューヨーク州では14拠点、2008年には21拠点のヨガスタジオに拡大。 2014年、同社とその29のヨガスタジオはグレートヒルパートナーズから4500万ドルで買収された。 2017年時点で、全国に66のヨガスタジオがある。

## 製品-サービス
ヨガのクラスを提供し、ヨガの衣類やアクセサリーを販売している。 YogaWorksでは、ヨガインストラクター向けのトレーニングプログラムも提供している。 ジュースバーやスパのようなアメニティを提供する場所もあります。 そのクラスの利用会員は、パッケージのクラスや1つのクラスを受講できる。
Yogaworksでは、トレーニング終了後も継続的に学ぶことができる。例えば、トレーニングの復習会やマタニティヨガなど様々なプランが用意されている。